# Entrambasmestas
Entrambasmestas es una localidad del municipio de Luena (Cantabria, España). En el año 2024 contaba con una población de 88 habitantes (INE). La localidad se encuentra a 200 metros de altitud sobre el nivel del mar, y a 8,5 kilómetros de la capital municipal, San Miguel de Luena. Se encuentra en la confluencia del Río Pas y el Río Luena.

## Patrimonio

### La calzada romana
Entre esta localidad y Sel de la Carrera existen restos de una calzada romana.

### La iglesia
Tiene una iglesia del siglo XVIII, concretamente del año 1754 según una placa existente en la iglesia. La misma tiene un retablo de la misma época. Tiene añadidos posteriores como un pórtico a la entrada.

### La ferrería
En el paraje de Sel de Alcedo, junto al pueblo, existió una ferrería conocida como de Sel de Alcedo, Sel de Alceda, Luena o Entrambasmestas y que surtiéndose de mineral de hierro de Sobarzo y de Somorrostro y de carbón del propio valle, estuvo en funcionamiento entre 1592 y 1784. Dicha ferrería perteneció a los Bustamante Bustillo y Mediavilla de Corvera; la ferrería se situaba junto al río Luena y tuvo que ser reconstruida en 1648, con un presupuesto de más de 5000 ducados; sin embargo, una vez acabada la obra, el gobernador del valle, en nombre del marqués de Aguilar, amenaza al dueño si comienza a producir hierro. En 1739-40 se presupuestan 1300 reales de vellón para limpiar la ferrería y arreglar sus muros y el cauce del río para su funcionamiento. En 1779 se tiene constancia de una producción de hierro de 800 quintales, pero para 1784 se abandonó, y en 1792, sus últimas referencias, la ferretería estaba arruinada.

## Personas destacadas
- Agustín Riancho (1841-1929), pintor paisajista.
- Diego de Villegas y Sainz de la Fuente, (1540-??). mayor de la casa de Villegas en Entrambasmestas, nacido en Entrambasmestas, padre del capitán Diego de Villegas y Bustamante, Caballero de la Orden de Alcántara (Expte. 1638) y contador Juez de la Casa de Contratación de Indias. y abuelo de Fernando de Villegas y Gómez-Bueno. caballero de la Orden de Santiago (Expte. 8963) y que en 1676 recibió el Marquesado de Paradas.
- Francisca Guadalupe Porras, natural de Entrambasmestas. Ama de cría de la Infanta Isabel, hija de Isabel II y Francisco de Asís, nacida el 20 de diciembre de 1851, y que ha pasado a la historia con el nombre de “La Chata”.
- Sancho de Mantecón Villegas y Barreda, señor del mayorazgo y la torre alta de los Mantecón en Entrambasmestas por el año 1685, tal como cita Carmen Glez. Echegaray en la página 291 de "Toranzo: datos para la historia y etnografía de un valle."